# Hiszpański Związek Sportów Lodowych
Hiszpański Związek Sportów Lodowych (hiszp. Federación Española de Deportes de Hielo, FEDH) – hiszpańskie stowarzyszenie kultury fizycznej pełniące rolę hiszpańskiej federacji narodowej w bobslejach, curlingu, hokeju na lodzie, saneczkarstwie, łyżwiarstwie szybkim, łyżwiarstwie figurowym, short tracku i skeletonie.
Związek jest członkiem Międzynarodowej Federacji Bobslejów i Toboganingu, Światowej Federacji Curlingu, Międzynarodowej Federacji Hokeja na Lodzie, Międzynarodowej Federacji Saneczkarstwa i Międzynarodowej Unii Łyżwiarskiej.